# László Zoltán (újságíró)
László Zoltán (Sepsiszentgyörgy, 1912. november 23. – Budapest, 1944. szeptember 23.) újságíró, sportújságíró, szerkesztő. László Ferenc régész fia, László Dezső, László Endre, László Kálmán testvére. Fia László Attila régész.
Szülővárosában a Székely Mikó Kollégium diákja, de Brassóban érettségizett (1930). A Brassói Lapok sportrovatának szerkesztője (1928–40), a sepsiszentgyörgyi Székely Nép munkatársa 1940-től, majd a napilappá váló lap főszerkesztője 1944-ig. A front elől elmenekült Budapestre, ahol önkezével vetett véget életének.